# Futurians
Die Futurians waren eine einflussreiche Gruppe von Science-Fiction-Fans, -Redakteuren und -Autoren, die von 1938 bis 1945 existierte. Die Futurians kamen hauptsächlich aus New York City und hatten einen großen Einfluss auf die Entwicklung der Science-Fiction-Literatur und die Science-Fiction-Fankultur.

## Ursprünge

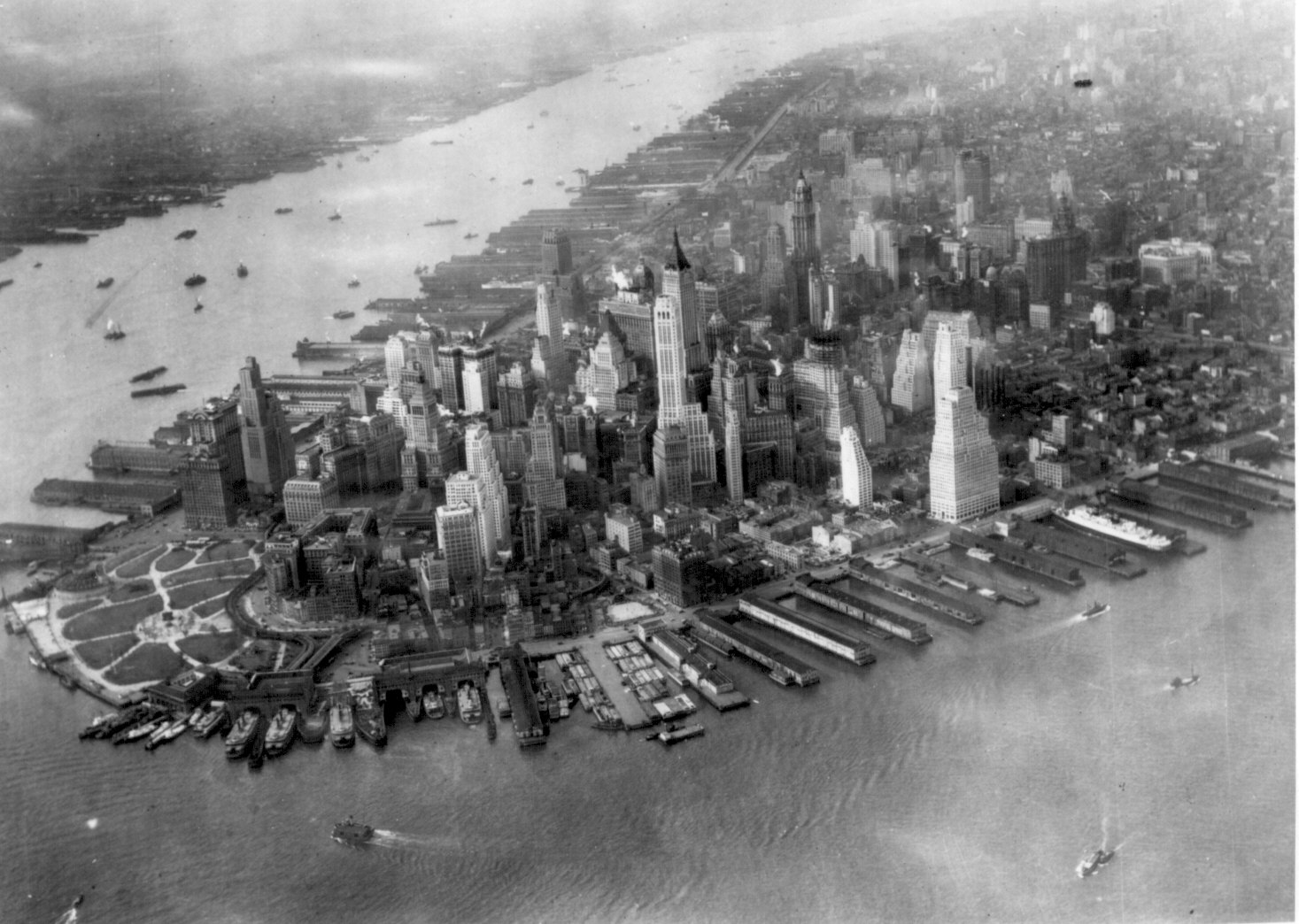
Manhattan 1931, die Heimat vieler Futurians

Laut Isaac Asimovs Autobiografie In Memory Yet Green spalteten sich die Futurians von dem Greater New York Science Fiction Club (damals unter dem Vorsitz von Sam Moskowitz) ab, da die Futurians eine offenere politische Einstellung vertraten. Andere Quellen deuten darauf hin, dass Donald A. Wollheim sich für eine stärkere linksgerichtete Einstellung der Fankultur starkmachte, was Moskowitz ablehnte. Daraufhin verließ Wollheim den Greater New York Science Fiction Club und gründete die Futurians, während andere unter Moskowitz den Queens Science Fiction Club gründeten.
Frederik Pohl schreibt in seiner Autobiografie The Way the Future Was wiederum, dass die ersten Mitglieder der Futurians sich 1934 in der Brooklyn Science Fiction League (BSFL) fanden, einer Untergruppe der Science Fiction League. Wollheim, John Michel und Robert W. Lowndes waren ebenfalls Mitglieder der BSFL. Zusammen mit Pohl nannten sie sich das „Quadrumvirat“. Pohl kommentiert die damalige Zeit mit den Worten: „Wir vier wanderten von Brooklyn zum Meer und ließen eine weite Schneise von ausgebrannten Clubs hinter uns. Wir wechselten die Clubs so oft, wie in Detroit Autoheckflossen gewechselt wurden,…“.
Es gab verschiedene Namen für diese Clubs, bis schließlich die Futurians gegründet wurden. Im Jahr 1935 wurde die East New York Science Fiction League (ENYSFL) gegründet, später die Independent League for Science Fiction (ILSF). 1936 wurde der International Cosmos Science Club (ICSC) aus der Taufe gehoben, dem auch Will Sykora angehörte.
Pohl meinte dazu, dass „im Rückblick Cosmos wohl etwas mehr Raum einnahm, als gerechtfertigt war, also änderten wir den Namen in International Scientific Association (es war nicht international, aber andererseits war es auch nicht wissenschaftlich)“. Die ISA wurde dann umbenannt in New York Branch-International Scientific Association (NYB-ISA).
Im Jahr 1937, nachdem Will Sykora und andere aus dem Club ausgetreten waren, gingen die Mitglieder daran, die Futurians zu gründen. Will Sykora gründete daraufhin mit Sam Moskowitz und James V. Taurasi die Queens Science Fiction League. Später wurde die QSFL in New Fandom umbenannt. Pohl meinte, New Fandom und die Futurians waren „süchtig nach Konflikten“, und „weder die CIA noch der KGB haben jemals so tapfer um die Seele eines jungen Staates gekämpft, wie New Fandom und die Futurians es für die Science-Fiction getan haben“ ("No CIA nor KGB ever wrestled so valiantly for the soul of an emerging nation as New Fandom and the Futurians did for science fiction").
Die meisten Gruppenmitglieder hatten auch berufliche Interessen innerhalb der Science-Fiction und verwandter Gebiete. Zu einem Zeitpunkt in den frühen 1940er Jahren waren nahezu die Hälfte aller Redakteure, die Science-Fiction- und Fantasy-Zeitschriften in den Vereinigten Staaten herausgaben, Mitglied der Futurians:
- Frederik Pohl bei Fictioneers, Inc. (mit Astonishing Stories und Super-Science Stories)
- Robert Lowndes bei Columbia Publications (bekannt für Science Fiction und Future Fiction)
- Donald Wollheim bei Albing Publications (mit den Magazinen Cosmic Stories und Stirring Science Stories)

Viele dieser Magazine hatten nur geringe Budgets und waren daher auf Textspenden von anderen Futurians angewiesen.

## Politische Neigungen
Während die Futurians gegründet wurden, war Donald Wollheim stark dem Kommunismus zugetan und glaubte, Science-Fiction-Anhänger „sollten aktiv für die Verwirklichung des wissenschaftlichen Weltstaates arbeiten als einzige echte Rechtfertigung ihrer Aktivitäten und Existenz“ („should actively work for the realization of the scientific world-state as the only genuine justification for their activities and existence“). Dies war für Wollheim auch der Grund, die Futurians zu gründen, und viele ihrer Mitglieder hatten ein gewisses Interesse an politischer Anwendung von Science-Fiction-Literatur.
Daher umfasste die Vereinigung Unterstützer des Trotzkismus, wie Merril, und andere, die in der damaligen Zeit als extrem weit links eingeordnet wurden (Pohl war von 1936 bis 1939 Mitglied der Kommunistischen Partei). Auf der anderen Seite gab es auch gemäßigte oder apolitische Mitglieder, und mit James Blish sogar einen möglicherweise rechtsgerichteten Autor. Damon Knight deutet in seinem Buch „The Futurians“ an, dass Blish zur damaligen Zeit den Faschismus als interessante Theorie betrachtete. Solidere Beweise dafür bietet die Tatsache, dass Blish ein Bewunderer der Arbeiten von Oswald Spengler war.

## Mitglieder der Futurians (nicht abschließend)
- Isaac Asimov

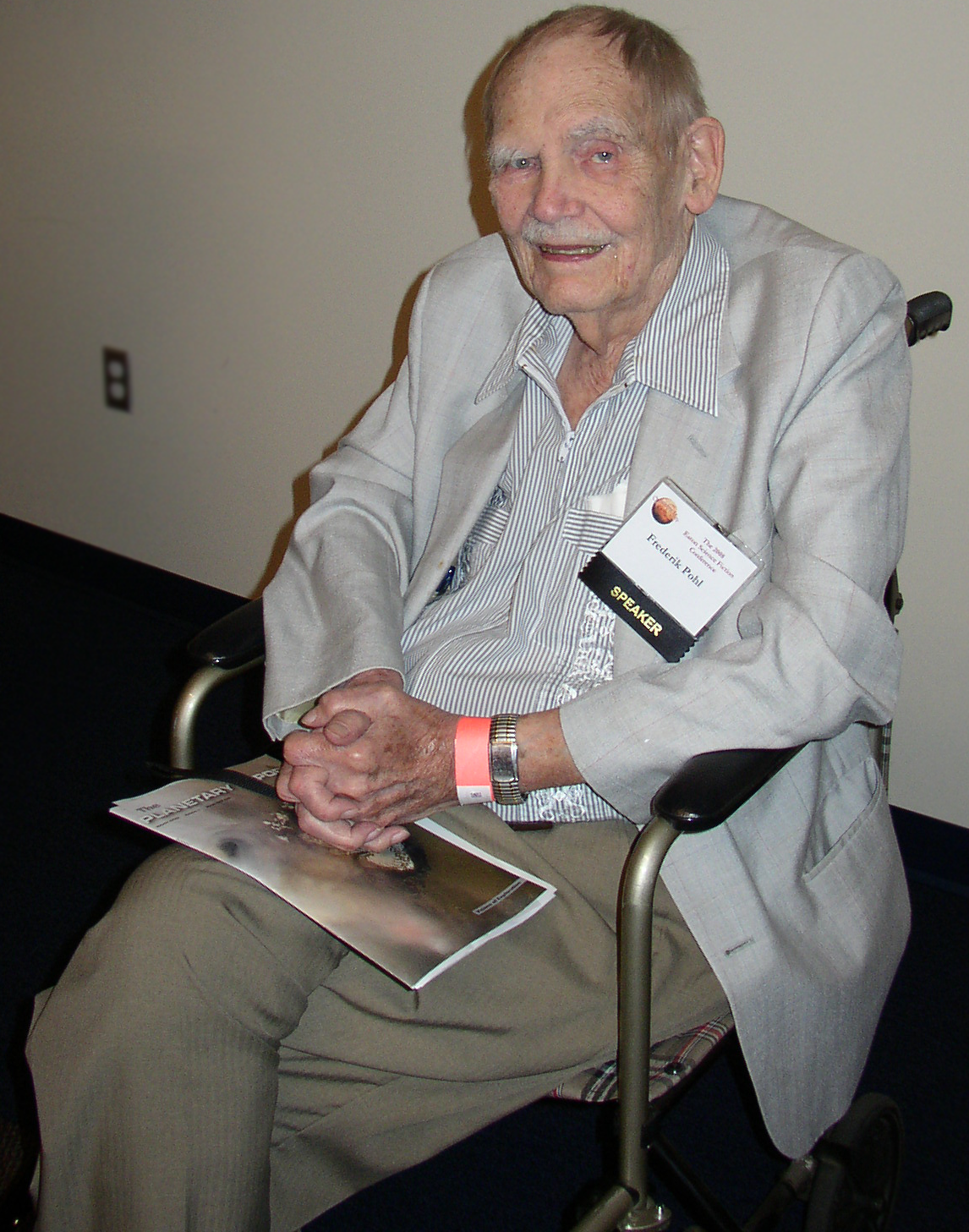
Frederik Pohl (2008), einer der Mitbegründer der Futurians

- Elise Balter (auch bekannt als Elsie Wollheim)
- James Blish
- Hannes Bok
- Daniel Burford
- Chester Cohen
- Rosalind Cohen
- Harry Dockweiler (auch bekannt als Dirk Wylie)
- Jack Gillespie
- Virginia Kidd
- Damon Knight
- Cyril M. Kornbluth
- Mary Byers (auch bekannt als Mary Kornbluth)
- Walter Kubilius
- David Kyle
- Herman Leventman
- Robert A. W. Lowndes
- Judith Merril
- John Michel
- Frederik Pohl
- Leslie Perri, ein Pseudonym für Doris „Doë“ Baumgardt
- Jack Rubinson
- Arthur W. Saha
- Larry T. Shaw
- Richard Wilson
- Donald A. Wollheim